# Cypa duponti
Cypa duponti là một loài bướm đêm thuộc họ Sphingidae. Loài này có ở Thái Lan, Sumatra, Java và Borneo.